# Mighty Baby
Mighty baby is het derde en laatste album van de Amsterdamse britpopband Supersub uit 2002.

## Opnamen
Nadat Supersub twee leden had zien vertrekken, waaronder gitarist J.B. Meijers, en ontslag nam bij Virgin Records, begon de band aan de moeilijke taak om nieuwe songs te schrijven en de band weer op poten te krijgen. Felix Maginn nam de taak op zich om alleen de nieuwe songs te schrijven. De band werd aangevuld met drummer Rob Klerkx, toetsenist Paul Keyzer en gitarist Paul Willemse en was vervolgens klaar om de nieuwe nummers op te nemen.
De band nam ongeveer 30 demo's op en in Excelsior Recordings werd als snel een nieuwe platenmaatschappij gevonden. De band begon eind 2001 met de opnames in de Studio Sound Enterprise van producer Frans Hagenaars. De band trok voor het album alle registers open. Op een aantal nummers werd de band bijgestaan door een strijkkwartet, ook werden enkele nummers, door de saxofonist en trompettist van Jammah Tammah, voorzien van blazers.
Op 27 mei 2002 verscheen de eerste single Easy to run, die regelmatig op de radio te horen was en een zeer bescheiden hitnotering bereikte. Op 19 augustus verscheen het album. Op 21 oktober werd er nog een tweede single uitgebracht, het nummer I wish (I could tell you), die de hitparade niet haalde. In december werd er ten slotte een videoclip opgenomen bij het nummer Divine right.
Eind 2003 was de eerste persing van het album uitverkocht geraakt en werd de band door Ferry Roseboom gevraagd om op het Excelsior-kantoor te komen, om de toekomst van de band te bespreken. Tijdens deze bijeenkomst kwam de band tot de conclusie dat het vuur tussen de bandleden gedoofd was en werd besloten de band op te heffen. Maginn startte vervolgens met Klerkx de band Moke. Het album is nooit opnieuw uitgegeven.

## Muzikanten
- Felix Maginn - zang, gitaar, omnichord
- Paul Willemse - gitaar, zang
- Marc Driessen - basgitaar
- Paul Keyzer - hammondorgel, Wurlitzer, synthesizer, zang
- Rob Klerkx - drums, percussie

### Gastmuzikanten
- Tigram Mansour - trompet, bugel
- Janfie van Strien - saxofoon, klarinet
- M.A. de Bruyn - viool
- T.D. Lottman - viool
- E. Grapperhans - altviool
- N.M. Mostert - cello

## Tracklist
1. Easy to run
2. Give & take
3. I wish (I could tell you)
4. Fine
5. Love song (for the O.A.P.'s)
6. I know you want it
7. Divine right
8. Under the weather
9. Everything's alright
10. Give back what you stole

Alle nummers op de plaat zijn geschreven door Felix Maginn.